# Enytus neoapostata
Enytus neoapostata là một loài tò vò trong họ Ichneumonidae.